# Tammiste (Pärnu)
Pour les articles homonymes, voir Tammiste.
Tammiste est un village de la commune de Sauga du comté de Pärnu en Estonie.
Au 31 décembre 2011, il compte 1 562 habitants.